# Bernardo Schiavetta
Bernardo Schiavetta, né en 1948 à Córdoba (Argentine), est un poète, écrivain et psychiatre argentin, auteur de poésies et de fictions en espagnol, ainsi que de poésies et des essais en français.

## Biographie
Vivant en France depuis 1971, il a édité et codirigé jusqu’en 2009 deux revues annuelles franco-américaines de réflexion et de création littéraires, l’une et l’autre traitant du problème des formes. La première, Formules, Revue des créations formelles et des littératures à contraintes, fondée avec Jan Baetens, débuta en 1997, tandis que la seconde, FPC, Formes poétiques contemporaines fut fondée en collaboration avec Jean-Jacques Thomas en 2003. Ces deux revues, éditées par les PUNM (Nouvelle-Orléans), sont désormais des publications de la chaire Melodia E. Jones de la State University of New York.
Il est invité d'honneur de l’Oulipo en 1991.

## Prix littéraires
- Premio La Nación [pour des nouvelles, partagé ex-æquo avec Alberto Manguel], Buenos Aires, 1971.
- Premio Gules, Valence (Espagne), 1983.
- Prix Loewe pour Fórmulas para Crátilo, Madrid, 1990.
- Premio Barcarola, Albacete (Espagne), 1994.

## Œuvres
Poésie
- Diálogo, Prometeo, Valencia, l983. Prix Gules 1983.
- Fórmulas para Cratilo, Visor, Madrid, l990. Prix Loewe 1990.
- Espejos, Fundación Loewe [hors commerce], Madrid, 1990).
- Entrelíneas, Alción, Córdoba (Argentine), 1992.
- Con mudo acento, Barcarola, Albacete, 1996. Prix Barcarola 1996.
- Texto de Penélope, diálogos con Didier Coste[6], Alción, Córdoba (Argentine), 1999.

Nouvelle
- « Gregorio Ruedas » (in Manguel, A., Antología de Literatura Fantástica Argentina del Siglo XX, Kapelusz, Buenos Aires, 1973).

Essai
- Le goût de la forme en littérature, Noésis, Paris, 2001.

Participation à des anthologies (sélection)
- Typoésie, anthologie de la poésie typographique, éd. Jérôme Peignot-Imprimerie nationale, Paris, 1993.
- Az irodalom új múfajai [Nouveaux genres littéraires], éd. Nagy Pál, ELTE BTK / Magyar Múhely, Budapest, 1995.
- La Poesía Plural, éd. Luis Antonio de Villena, Visor, Madrid, 1998.
- Córdoba poética siglo XX, éd. Juan Antonio Ahumada, Córdoba (Arg.), Ediciones del Fundador, 1998.
- Los Senderos y el Bosque, éd. Luis Antonio de Villena, Visor, Madrid, 2008.
- 200 Años de Poesía Argentina[7], éd. Jorge Monteleone, Alfaguara, Buenos Aires, 2010.
- Sextinas, pasado y presente de una forma poética, éd. Chus Arellano Jesús Munárriz, Sofía Rhei, Madrid, Hiperión, 2011.